# クローバ
クローバは、株式会社エリアネット（AREANET INCORPORATED）が運営する、地域情報を集めたウェブサイト、「街の情報ステーション クローバ」である。

## 概要
地域のあらゆる情報を地図上に表示するポータルサイト。
2009年2月25日にオープンした。ソーシャル・ネットワーキング・サービス(SNS)こそ未実装だが、地図で各種商店や企業のみならず、飲食店や住民の声、サークル活動の募集からカルチャー教室の生徒募集など、公序良俗に反しない情報や性風俗に関連するもの以外の情報はあらかた掲載するサイトである。他の地図情報系サイトと大きく異なる部分は、社の持つ運営ポリシーである。各種情報の基本掲載は全て無料であり、これは先々に渡り、有料化される事は無い。地域密着した個人商店などは、月額料金を支払って広告戦略を組む事ができないのが現状であり、その様な商店街がシャッター通りを生んでいく。これを打破するために基本掲載は永久無料、月額制のワンランク上のプランは動画が地図上で再生される事や、若干の詳細表示の拡張を枠組みとし、これも月額で3千円と、低いコストで情報を掲載する。路地裏の地域にだけ知られた銘店が、広告費を割り出せないから広告を打てないという現状を考慮し、地域の活性化を狙い、「街に人を集める」を最優先としている。サイト構成はトップページ、ミドルレンジ、エンドマップという3階層に分かれ、全国レベル、都道府県・市区町村レベル、地域・駅周辺レベルというページがそれぞれに存在し、実際に地図を閲覧できるのはエンドマップと言う、一番細かい地域を表示するページで、ここには地図の他、リアルタイムにセール情報や緊急情報を掲載できる掲示板や、その地域名で検索エンジンの検索結果をリンク表示したコンテンツを盛り込んでいる。社のポリシーがきめ細かく、人員が不足しているのか、全国展開をせず、東京都と神奈川県をメインに、その他の複数主要都市で展開をしているが、地図と掲載データは一元化されている様なので、各地方なども順次拡大されていく告知をしている。株式会社エリアネットは設立から新聞販売店に特化した有料職業紹介業を主たる業務として運営して来たが、取引先である新聞販売店の労務難の理由を、社員を教育する時間が不足している事であると定義し、互助会の様な構成を持つ「sin-haiさぽーと倶楽部」という販売店向け会員制のサービスを提供し、新聞読者限定で家電品の無料引き取りサービス(廃品回収)などを行い、今回の、街の情報ステーション「クローバ」を展開する事で、新聞販売店の経営者へ向けて、教育に充てる時間を確保させる事と、地域情報の発信、コミュニティサービスを目的として事業展開をしていく計画を打ち出している。未定だが、SNSを実装する事でデジタルとアナログを細かなセクターで融合した、「現代らしい街づくり」と、「新しいカタチの商工会」という枠組みも用意している企業である。大手が実現できない、人海戦術と足を使った情報収集が、コミュニティ機能を実装した時にどの様に発展していくのかというポイントが注目を浴びている。

## 沿革
- 2005年7月 - 株式会社エリアネットが有料職業紹介業として設立。
- 2005年8月 - 新聞販売店向け人材募集ホームページを公開。
- 2005年10月 - 人材派遣業の許認可を取得。
- 2006年10月 - 新聞読者向け無料家電回収サービスを開始。
- 2007年2月 - 新聞販売店専用の求人募集サイト「新聞配達ドットコム」を公開。
- 2008年5月 - 各種サービスを融合し、新聞販売店用の地域住民向け互助サービス「sin-haiさぽーと倶楽部」を発足。
- 2009年2月 - 街の情報ステーション クローバ! ホームページを公開。